# 메시에 68
메시에 68은 바다뱀자리에 있는 구상 성단이다.

## 같이 보기
- 메시에 천체 목록